# Брайсес-Крік (Північна Кароліна)
Брайсес-Крік (англ. Brices Creek) — переписна місцевість (CDP) в США, в окрузі Крейвен штату Північна Кароліна. Населення — 3542 особи (2020).

## Географія
Брайсес-Крік розташований за координатами 35°2′13″ пн. ш. 77°4′55″ зх. д. / 35.03694° пн. ш. 77.08194° зх. д. (35.036957, -77.081921).  За даними Бюро перепису населення США в 2010 році переписна місцевість мала площу 21,59 км², з яких 20,32 км² — суходіл та 1,27 км² — водойми.

## Демографія
Згідно з переписом 2010 року, у переписній місцевості мешкали 3073 особи в 1108 домогосподарствах у складі 933 родин. Густота населення становила 142 особи/км².  Було 1196 помешкань (55/км²).
Расовий склад населення:
| - 88,7 % — білих - 8,6 % — чорних або афроамериканців - 0,7 % — азіатів |

До двох чи більше рас належало 1,9 %. Частка іспаномовних становила 1,5 % від усіх жителів.
За віковим діапазоном населення розподілялося таким чином: 27,6 % — особи молодші 18 років, 59,3 % — особи у віці 18—64 років, 13,1 % — особи у віці 65 років та старші. Медіана віку мешканця становила 41,9 року. На 100 осіб жіночої статі у переписній місцевості припадало 96,1 чоловіків;  на 100 жінок у віці від 18 років та старших — 95,3 чоловіків також старших 18 років.
Середній дохід на одне домашнє господарство  становив 86 524 долари США (медіана — 80 833), а середній дохід на одну сім'ю — 92 611 долар (медіана — 93 490). За межею бідності перебувало 8,7 % осіб, у тому числі 19,4 % дітей у віці до 18 років та 0,0 % осіб у віці 65 років та старших.
Цивільне працевлаштоване населення становило 1500 осіб. Основні галузі зайнятості: освіта, охорона здоров'я та соціальна допомога — 26,8 %, виробництво — 15,6 %, публічна адміністрація — 12,6 %, роздрібна торгівля — 11,6 %.